# 1500 en musique classique
| \| • Retour à la chronologie générale de la musique classique • \| |
| Grèce • Rome • Haut Moyen Âge • VIIIe siècle • IXe siècle • Xe siècle • XIe siècle XIIe siècle • XIIIe siècle • XIVe siècle • XVe siècle • XVIe siècle • XVIIe siècle XVIIIe siècle • XIXe siècle • XXe siècle • XXIe siècle |
| • Retour à la chronologie générale de la musique classique • |

| Années en musique classique : 1497 - 1498 - 1499 - 1500 - 1501 - 1502 - 1503    |
| Décennies en musique classique : 1470 - 1480 - 1490 - 1500 - 1510 - 1520 - 1530 |

## Événements
- Vers 1500 : 
  - Codex Apel, manuscrit allemand de musique religieuse polyphonique du XVe et XVIe siècles.
  - Manuscrit Koning, manuscrit II 270 de la Bibliothèque royale de Belgique issu du milieu de la Dévotion moderne.

## Naissances
Vers 1500 :
- Paolo Animuccia, compositeur italien († vers 1563).
- Arnold von Bruck, compositeur franco-flamand († 6 février 1554).
- Jacques Buus, organiste franco-flamand († 1565).
- Cristobal de Morales, compositeur espagnol († 1553).
- Luys de Narváez, vihueliste et compositeur espagnol († vers 1555).
- Enríquez de Valderrábano, vihueliste et compositeur espagnol († après 1557).

Avant 1500 :
- Simon Cellarius, cantor luthérien allemand († 1544).